# Magyar írók. Életrajzgyűjtemény
A Magyar írók, alcímén Életrajzgyűjtemény egy 19. század közepén megjelent magyar irodalmi lexikon.

## Jellemzői
A mű első kötete Ferenczy Jakab és Danielik József közös szerkesztésében jelent meg Pesten 1856-ban. Tulajdonképpen függelék volt Ferenczy Magyar irodalom és tudományosság története (Pest, 1854) című irodalomtörténetéhez. A lexikon második kötete 1858-ban jelent meg, kizárólag Danielik tollából. A lexikon egy-egy kötete önálló egészet képez, mivel a II. kötet nem ABC-rendben folytatta az elsőt, hanem ahhoz hasonló A-tól Z-ig tartalmaz nevezetes alkotókat. (Ennek ellenére a két kötetet együtt szokták emlegetni.)
A két kötet több mint ezer oldalon közli az életrajzokat. Minden fogyatékossága ellenére előfutára Szinnyei József Magyar írók élete és munkái c. irodalmi lexikonának (1890–1914).
A műnek nincs reprint kiadása, azonban kötetei a REAL-EOD honlapjáról immár elektronikusan elérhetőek.

## Kötetei
- Magyar írók. Életrajz-gyűjtemény; gyűjt. Ferenczy Jakab, Danielik József; Szent István Társulat, Pest, 1856; 641 old.
- Magyar írók. Életrajz-gyűjtemény. Második, az elsőt kiegészítő kötet; gyűjt. Danielik József; Szent István Társulat, Pest, 1858; 441 old.